# Seidatj
Seidatj är en sjö i Arjeplogs kommun i Lappland och ingår i Piteälvens huvudavrinningsområde. Sjön har en area på 0,619 kvadratkilometer och ligger 429 meter över havet. Seidatj ligger i Piteälven Natura 2000-område.

## Delavrinningsområde
Seidatj ingår i det delavrinningsområde (736572-162388) som SMHI kallar för Utloppet av Seidatj. Medelhöjden är 431 meter över havet och ytan är 1,9 kvadratkilometer. Det finns inga avrinningsområden uppströms utan avrinningsområdet är högsta punkten. Vattendraget som avvattnar avrinningsområdet har biflödesordning 2, vilket innebär att vattnet flödar genom totalt 2 vattendrag innan det når havet efter 205 kilometer. Avrinningsområdet består mestadels av skog (67 procent). Avrinningsområdet har 0,62 kvadratkilometer vattenytor vilket ger det en sjöprocent på 32,5 procent.